# Tatulska
Tatulska (ukr. Великий Котел, Wełykyj Koteł) – szczyt na Ukrainie, najwyższe wzniesienie głównego pasma Świdowca.

## Geografia
Tatulska stanowi wschodnią kulminację głównego pasma Świdowca ciągnącego się od Tempej. Wznosi się na wysokość 1770 m n.p.m. przy wybitności wynoszącej 224 m oraz izolacji równej 5,2 km. Przewyższają go jedynie szczyty w położonym na południe masywie Bliźnicy – dwa wierzchołki samej Bliźnicy (1881, 1872 m n.p.m.) i Żandarm Druhyj (1785 m n.p.m.). Na szczycie Tatulskiej grań Świdowca zmienia kierunek z równoleżnikowego na południkowy. Najbliżej na zachód położone są wierzchołki Worożeskiej i Geryszaskiej, na południe zaś Kraczuniaskiej i Stihu. Od Tatulskiej w kierunku północno-wschodnim odchodzi boczne ramię, tzw. Płaj Tatulski ze szczytami Tatulśkyj Menczuł i Tatulśkyj Hruń (na tym ostatnim Połonina Tatuł). Zbocza zachodnie schodzące do doliny potoku Kosiwśka są stosunkowo łagodne. Odmiennie zbocza północno-zachodnie i południowo-wschodnie, które opadają 250-metrowymi ścianami (pierwsze z nich do polodowcowego kotła jeziora Worożeskiego).
Choć częściowo przesłonięty przez inne szczyty pasma Świdowca (Apećka, Todiaska, Geryszaska, Żandarm, Bliźnica), ze szczytu Tatulskiej roztacza się rozległy widok. Panorama obejmuje: Gorgany (Strymba, Popadia, Grofa, Sywula, Bratkowska), Czarnohorę (Howerla, Petros), część Karpat Marmaroskich (Jupania, Toroiaga, Cearcănul, Pop Iwan Marmaroski) oraz pojedyncze szczyty innych pasm, takie jak Bran w Górach Țibleș, Czywczyn w Górach Czywczyńskich, Ineul w Górach Rodniańskich, Rotyło w Beskidach Pokucko-Bukowińskich czy Stoj w paśmie Borżawy. 

## Turystyka
Przez górę przebiega, omijając sam wierzchołek od południowego zachodu, Zakarpacki Szlak Turystyczny prowadzący z Ust-Czornej przez najwyższe partie Świdowca w kierunku Trostianca. Odcinek pomiędzy Geryszaską a Kraczuniaską powiela także okrężny szlak rowerowy z Kosiwśkej Polany

## Nazwa
Na niemieckojęzycznych mapach z okresu austro-węgierskiego szczyt oznaczano nazwą Tatulsky B[erg] oraz Tatulska. Ta druga pojawiała się też w literaturze polskojęzycznej. Po objęciu terenu Rusi Podkarpackiej przez Czechosłowację, w okresie międzywojennym w wydawnictwach kartograficznych zaczęto stosować nazwę Veliký Kotel (Vel. Kotel), choć w przypadku map Wojskowego Instytutu Geograficznego – z jednoczesnym wskazaniem dotychczasowej nazwy polskiej. Forma Tatulska podawana była także w dokumentacji urzędowej (np. polsko-czechosłowacka konwencja turystyczna – w obu wersjach językowych).
Nazwa Великий Котел (Wełykyj Koteł) utrwaliła się po włączeniu terenu Zakarpacia do ZSRR, choć nie jest i nigdy nie była ona używana przez okolicznych mieszkańców. Wariant Tatulska do dziś stosowany jest w literaturze polsko-, a z rzadka także ukraińskojęzycznej (w formie Татульська, Tatulśka), choć w tej drugiej uznawana jest za formę dawną. Współcześnie w języku ukraińskim dominują zamiennie stosowane nazwy Koteł i Wełykyj Koteł. Tym samym mianem określany bywa położony na północnych skłonach Tatulskiej cyrk Wielki Worożeski (koteł oznacza tyle, co „kocioł”).